# Copa Socio MX 2015
La Copa SocioMX (nombrada MoneyGram SocioMX por motivos de patrocinio) es un torneo internacional que se celebra anualmente en Estados Unidos con cuatro de los mejores equipos mexicanos de la Primera División de México.
Este torneo es transmitido a más de 21 países, incluyendo México y gran parte de América Latina, a través de la cadena ESPN.
Fue la primera edición del torneo anual entre equipos mexicanos que se celebra en Estados Unidos. Este certamen se jugó del 30 de junio al 5 de julio en las ciudad de Los Ángeles (California), además de Austin y Dallas en Texas.
La competencia arrancó en las Semifinales. Los ganadores van a la Gran Final, mientras que los equipos que cayeron se disputaron el Tercer Lugar. En los partidos que hubo empate tras los 90 minutos reglamentarios, se recurrió a los tiros de penalti para definir al vencedor.

## Sistema de competencia
- El torneo empieza desde las rondas de Semifinales. Los equipos perdedores de las Semifinales juegan un partido por el tercer y cuarto puesto, mientras que los ganadores disputan la Final, donde el vencedor obtiene la MoneyGram Socio MX Cup.
- Si después de los 90 minutos de juego el partido se encuentra empatado, el partido se define por el procedimiento de tiros desde el punto penal.

## Participantes
- Cruz Azul
- Monterrey
- Pumas
- Monarcas Morelia

## Torneo
|  | Semifinales               | Semifinales         |   |                     | Final               | Final |  |
|  |                           |                     |   |                     |                     |       |  |
|  |                           |                     |   |                     |                     |       |  |
|  | 30 de junio - Los Ángeles |                     |   |                     |                     |       |  |
|  | Cruz Azul                 | 1 (5)               |   |                     |                     |       |  |
|  | Pumas UNAM                | 1 (4)               |   |                     |                     |       |  |
|  |                           |                     |   |                     |                     |       |  |
|  |                           |                     |   |                     | 5 de julio - Dallas |       |  |
|  |                           |                     |   |                     | Cruz Azul           | 2     |  |
|  |                           | Monterrey           | 0 |                     |                     |       |  |
|  |                           |                     |   |                     |                     |       |  |
|  |                           |                     |   |                     |                     |       |  |
|  |                           |                     |   |                     | Tercer lugar        |       |  |
|  | 2 de julio - Austin       | 2 de julio - Austin |   | 5 de julio - Dallas | 5 de julio - Dallas |       |  |
|  | Monterrey                 | 3                   |   | Pumas UNAM          | 1 (6)               |       |  |
|  | Monarcas                  | 2                   |   |                     | Monarcas            | 1 (5) |  |

### Semifinales
| 30 de junio de 2015, 20:00 | Cruz Azul | 1:1 (5:4 pen.) | Pumas UNAM | Los Angeles Memorial Coliseum, Los Ángeles |  |
|                            | Silva 20' | Reporte        | Verón 34'  |                                            |  |

| 2 de julio de 2015, 20:00 | Monterrey                      | 3:2     | Monarcas                        | Mike A. Myers, Austin |  |
|                           | Pabón 31' 33' · Funes Mori 89' | Reporte | Rodríguez 33' · Villalpando 78' |                       |  |

### Tercer Lugar
| 5 de julio de 2016, 15:00 | Pumas UNAM  | 1:1 (6:5 pen.) | Monarcas | Cotton Bowl Stadium, Dallas |  |
|                           | Fuentes 29' | Reporte        | Mena 92' |                             |  |

### Final
| 5 de julio de 2016, 18:00 | Cruz Azul            | 2:0     | Monterrey | Cotton Bowl Stadium, Dallas |  |
|                           | Silva 9' · Rojas 75' | Reporte |           |                             |  |

|                     |
|                     |
|                     |
|                     |
| Cruz Azul 1° título |